# Kõverlaid
Kõverlaid – wyspa w Estonii na zachód od wyspy Hülgerahu. Leży na Morzu Bałtyckim.